# Wallfahrtskirche von Banchette

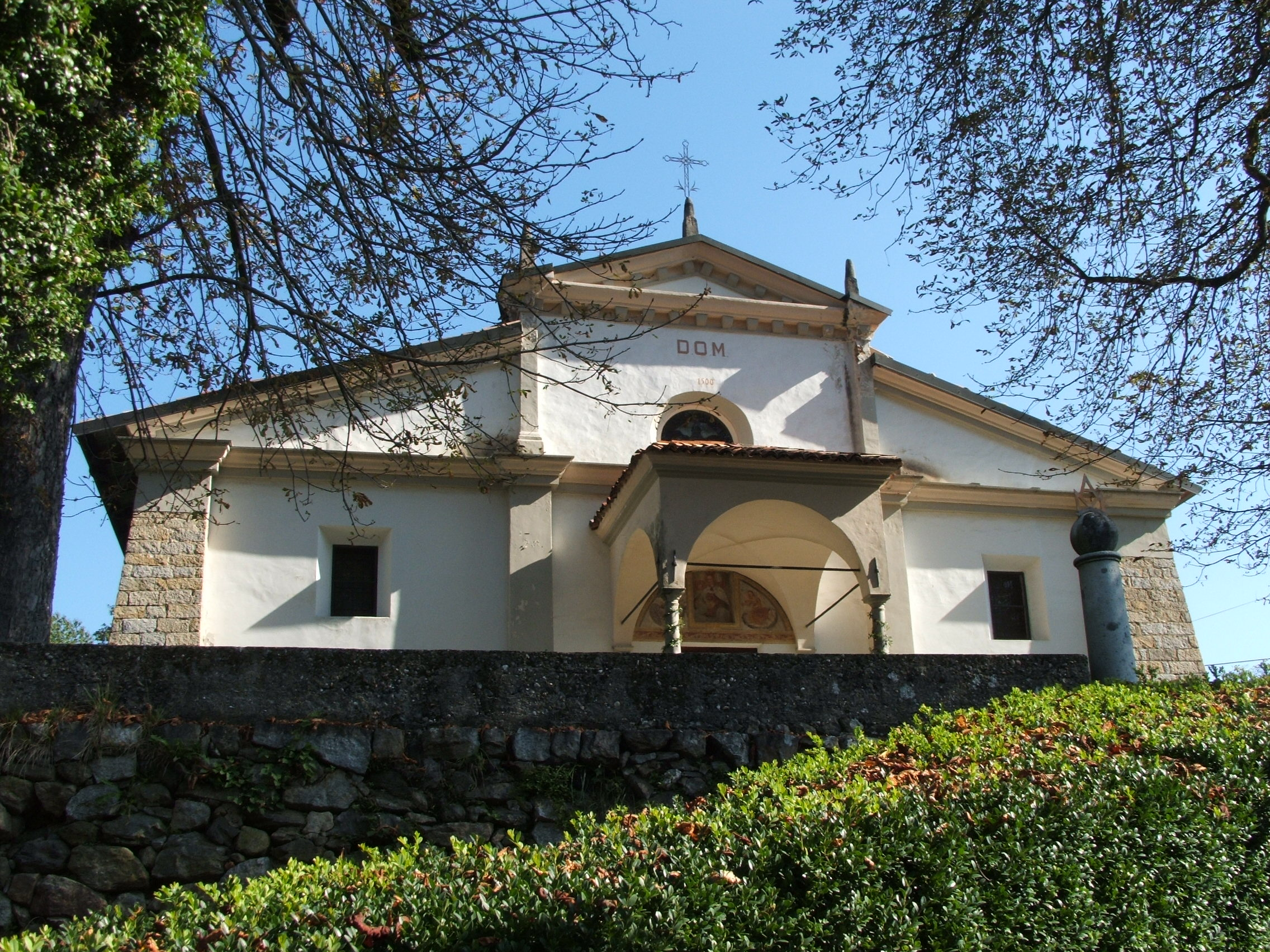
Die Kirche

Die Wallfahrtskirche von Banchette ist ein marianischer Andachtsort in der Lokalität Banchette, in der Gemeinde Bioglio (Provinz Biella). Sie befindet sich in der Nähe von der Gemeinde Pettinengo.
Zusammen mit der Wallfahrtskirche auf dem Mazzucco (Camandona), der Nostra Signora della Brughiera (Trivero) und der Brugarola (Ailoche) gehört sie zur Gruppe der kleineren Wallfahrtsstätten der Gegend von Biella, die sich entlang der Wander- und Pilgerwege von CoEUR und vom Weg von San Carlo befinden.
Sie liegt im Naturgebiet von Quargnasca (Park Rovella) in 675 m Höhe und sie ist eine extradiözesane Wallfahrtskirche, die von den Barnabiten aus Genua verwaltet wird. Auf der Rückseite der Kirche, gibt es ein Gebäude, das in der ersten Hälfte des 18. Jahrhunderts dank der Zuwendung von einem spanischen Offizier gebaut wurde. Heute wird diese Struktur als Ferienwohnung benutzt.

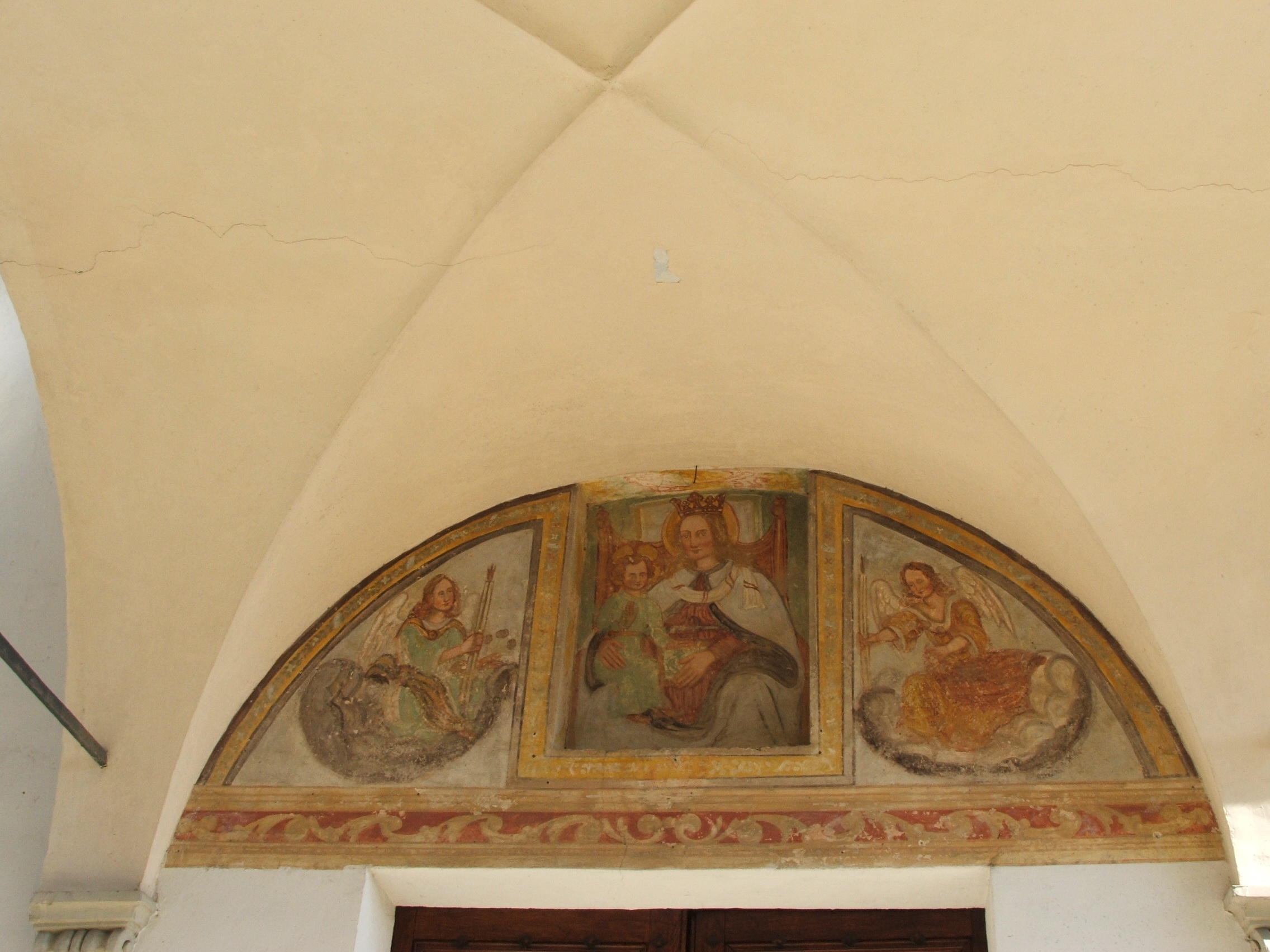
Ein Fresko der Portikus

Nach einer alten Legende wurde die Kirche errichtet, um die sakrilegische Tat eines Verrückten wieder gutmachen, der das Fresko der Jungfrau auf einer Säule mit einem Stein schlug. Das Fresko wurde deshalb „Madonna mit dem blauen Flecken“ (auf Piemontesisch Madonna dal bull) genannt. Es befindet sich noch in der Kirche.
Das gegenwärtige Gebäude wurde von den Barnabiten über den Resten der alten Kirche errichtet, die 1630 als Lazarett während einer Pestepidemie benutzt wurde.
Die Kirche des 16. Jahrhunderts wurde am Anfang des 20. Jahrhunderts restauriert. Nur die Fassade und Teile der Seitenschiffe sind original.
Die Wallfahrtskirche liegt am Hügel in einem Wald am Fuß eines Berges (Monte Rovella) und in der Nähe von dem Bach Quargnasca. Sie ist eine berühmte Wallfahrtsstätte.